# Ommatius eugenii
Ommatius eugenii là một loài ruồi trong họ Asilidae. Ommatius eugenii được Richter miêu tả năm 1976. Loài này phân bố ở vùng Cổ Bắc giới và châu Á.